# Syngnathus schlegeli
Syngnathus schlegeli е вид морска игла от семейство иглови (Syngnathidae). Видът не е застрашен от изчезване.

## Разпространение и местообитание
Разпространен е във Виетнам, Китай (Гуандун, Джъдзян, Дзянсу, Фудзиен и Хайнан), Провинции в КНР, Русия, Северна Корея, Тайван, Хонконг, Южна Корея и Япония (Бонински острови и Хокайдо).
Обитава крайбрежията на сладководни и полусолени басейни, океани, морета и заливи. Среща се на дълбочина около 0,5 m, при температура на водата около 26,9 °C и соленост 34,5 ‰.

## Описание
На дължина достигат до 30 cm.